# Georges Gilles de la Tourette
Georges Albert Édouard Brutus Gilles de la Tourette (Saint-Gervais-les-Trois-Clochers, 30 de outubro de 1857 — Lausanne, 26 de maio de 1904) foi um médico francês, epônimo da síndrome de Tourette, um transtorno neurológico.

## Biografia
Gilles de la Tourette nasceu em Saint-Gervais-les-Trois-Clochers, França no dia 30 de outubro de 1857 tendo por nome o de um antepassado, muito corriqueiro na época.

## Estudos e conhecimento
Em 1873, com 16 anos de idade, iniciou seus estudos na faculdade de medicina de Poitiers. Mudou-se depois para Paris, onde foi interno de Jean-Martin Charcot, diretor do Hospital da Salpêtrière, em 1884. Em seguida foi chefe da clínica de Charcot, de 1887 a 1889, e depois membro da equipe de Fulgence Raymond, sucessor de Charcot na Salpêtrière.
Gilles de la Tourette estudou a histeria, os aspectos médicos e legais do mesmerismo, e lecionou psicoterapia. Em 1884 descreveu, em nove pacientes, os sintomas da síndrome que denominou maladie des tics convulsifs ("doença dos tiques convulsivos") e que Charcot renomearia "doença de Gilles de Tourette" em sua honra.
Membro da Escola da Salpêtrière, Gilles de la Tourette compartilhou inteiramente as ideias de Charcot, seja com relação à hipnose, seja quanto à histeria. Publicou um artigo sobre a histeria no exército alemão (que enfureceu Otto von Bismarck) e um outro sobre as condições anti-higiênicas nos hospitais flutuantes do rio Tâmisa. Em colaboração com Gabriel Legué, analisou as observações feitas pela Madre Jeanne des Anges, sobre o seu próprio caso de histeria, cuja origem teria sido o seu amor não correspondido pelo padre Urbain Grandier - posteriormente acusado de bruxaria e queimado vivo.

Nos últimos anos de sua vida, porém, Gilles de la Tourette sofreria uma série de reveses. Em 1893 (ou 1896), pouco depois da trágica morte do seu filho e do professor Charcot, uma jovem paranóide, antiga paciente da Salpêtrière, deu-lhe um tiro na cabeça, dentro do seu consultório, depois de acusá-lo de tê-la hipnotizado contra a sua vontade - o que os especialistas garantem ser impossível. Gilles de la Tourette sobreviveu a esse ataque, mas o bizarro episódio deu origem a um rumoroso processo que parecia, à primeira vista, endossar a tese, defendida pela Escola de Nancy, de que os indivíduos podem ser movidos ao crime, sob sugestão hipnótica - tese que Gilles de la Tourette sempre rejeitara veementemente. Extremamente abalado, Gilles de la Tourette começou a oscilar entre crises de depressão e acessos hipomaníacos. Entretanto, continuava a dar conferências sobre literatura, magnetismo animal e teatro até por volta de 1902, quando seu estado mental se agravou. Foi demitido do seu posto de trabalho e internado em uma clínica psiquiátrica de Lausanne, onde morreu em 26 de Maio de 1904.

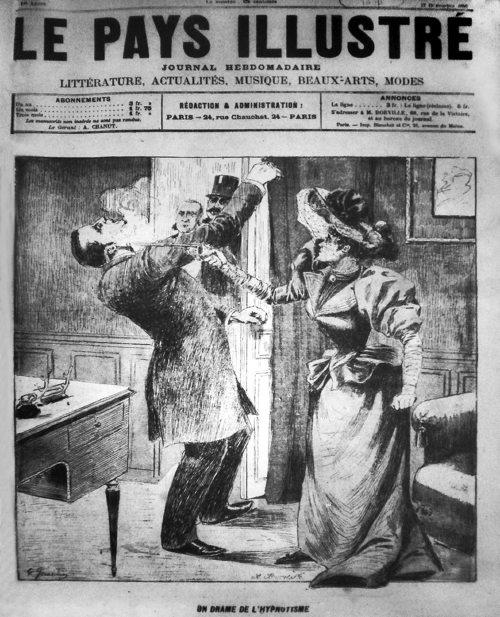
1893 representação de Gilles de la Tourette

Apesar da relevância de suas realizações, a morte de Gilles de la Tourette suscitou apenas a publicação de um relato biográfico incompleto, feito por seu amigo Paul Le Gendre, e de alguns obituários pouco informativos.

## Publicações
- L'hypnotisme et les états analogues au point de vue médico-légal [préface de M. le Dr Paul Brouardel], Plon, Nourrit et Cie (Paris), 1887, disponível em Gallica.
- L'épilogue d'un procès célèbre (Affaire Eyraud - Bompard), Aux bureaux du Progrès médical (Paris), Lecrosnier et Babé. 1891. (Online.)
- La vie et les œuvres de Théophraste Renaudot, fondateur du journalisme et des consultations charitables, Ed. du Comité (Paris), 1892, 52 p.-[1] f. de pl. : ill. ; in-8, disponível em Gallica.
- Traité clinique et thérapeutique de l’hystérie d’après l’enseignement de la Salpêtrière, Plon et Nourrit (Paris), 1891, Online.
- Concours de l'agrégation, 1892. Exposé des titres et travaux scientifiques ; 1 f. manuscrite avec additions 1892-1894. Paris : Typographie de E. Plon, Nourrit et et Cie, 1892 - 1894. (Online.)
- Le traitement de l'ataxie par l'élongation vraie de la moelle, Paris, Rueff et Cie, 1897. (Online.)
- Leçons de clinique thérapeutique sur les maladies du système nerveux, Paris, 1898.
- Les Actualités médicales. Formes cliniques et traitement des myélites syphilitiques, Paris, 1899.
- « La Maladie des tics convulsifs », in : La semaine médicale, 1899, 19:153-156.

Em colaboração
- com Paul Richer : Hypnotisme, [monografia impressa extraída do Dictionnaire encyclopédique des sciences médicales] Masson (Paris), Asselin (Paris), 1875-1885, p. 67-132 ; in-8, disponível em Gallica